# باس-تير
باس-تير (بالفرنسية: Basse-Terre)‏ هي عاصمة جوادلوب، وهي تقع في جزيرة باس-تير التي تشكل الجزء الغربي من جوادلوب. ويبلغ عدد سكانها 11730 نسمة (حسب إحصاء 1 يناير 2011).

## المناخ
يظهر الجدول التالي التغييرات المناخية على مدار السنة لباس-تير:
| البيانات المناخية لـباس-تير       | البيانات المناخية لـباس-تير | البيانات المناخية لـباس-تير | البيانات المناخية لـباس-تير | البيانات المناخية لـباس-تير | البيانات المناخية لـباس-تير | البيانات المناخية لـباس-تير | البيانات المناخية لـباس-تير | البيانات المناخية لـباس-تير | البيانات المناخية لـباس-تير | البيانات المناخية لـباس-تير | البيانات المناخية لـباس-تير | البيانات المناخية لـباس-تير | البيانات المناخية لـباس-تير |
| الشهر                             | يناير                       | فبراير                      | مارس                        | أبريل                       | مايو                        | يونيو                       | يوليو                       | أغسطس                       | سبتمبر                      | أكتوبر                      | نوفمبر                      | ديسمبر                      | المعدل السنوي               |
| --------------------------------- | --------------------------- | --------------------------- | --------------------------- | --------------------------- | --------------------------- | --------------------------- | --------------------------- | --------------------------- | --------------------------- | --------------------------- | --------------------------- | --------------------------- | --------------------------- |
| الدرجة القصوى °م (°ف)             | 31 (88)                     | 32 (90)                     | 31 (88)                     | 32 (90)                     | 33 (91)                     | 33 (91)                     | 37 (99)                     | 38 (100)                    | 33 (91)                     | 33 (91)                     | 32 (90)                     | 32 (90)                     | 38 (100)                    |
| متوسط درجة الحرارة الكبرى °م (°ف) | 28 (82)                     | 28 (82)                     | 28 (82)                     | 29 (84)                     | 30 (86)                     | 31 (88)                     | 31 (88)                     | 31 (88)                     | 31 (88)                     | 30 (86)                     | 29 (84)                     | 28 (82)                     | 30 (86)                     |
| المتوسط اليومي °م (°ف)            | 24 (75)                     | 24 (75)                     | 25 (77)                     | 26 (79)                     | 27 (81)                     | 27 (81)                     | 27 (81)                     | 27 (81)                     | 27 (81)                     | 27 (81)                     | 26 (79)                     | 25 (77)                     | 26 (79)                     |
| متوسط درجة الحرارة الصغرى °م (°ف) | 20 (68)                     | 20 (68)                     | 21 (70)                     | 22 (72)                     | 23 (73)                     | 24 (75)                     | 24 (75)                     | 23 (73)                     | 23 (73)                     | 23 (73)                     | 22 (72)                     | 21 (70)                     | 22 (72)                     |
| أدنى درجة حرارة °م (°ف)           | 15 (59)                     | 16 (61)                     | 15 (59)                     | 16 (61)                     | 17 (63)                     | 20 (68)                     | 20 (68)                     | 20 (68)                     | 18 (64)                     | 20 (68)                     | 17 (63)                     | 15 (59)                     | 15 (59)                     |
| الهطول مم (إنش)                   | 80 (3.1)                    | 60 (2.4)                    | 70 (2.8)                    | 110 (4.3)                   | 150 (5.9)                   | 120 (4.7)                   | 160 (6.3)                   | 190 (7.5)                   | 230 (9.1)                   | 220 (8.7)                   | 220 (8.7)                   | 140 (5.5)                   | 1٬750 (69)                  |
| المصدر: Weatherbase               |                             |                             |                             |                             |                             |                             |                             |                             |                             |                             |                             |                             |                             |

## معرض صور

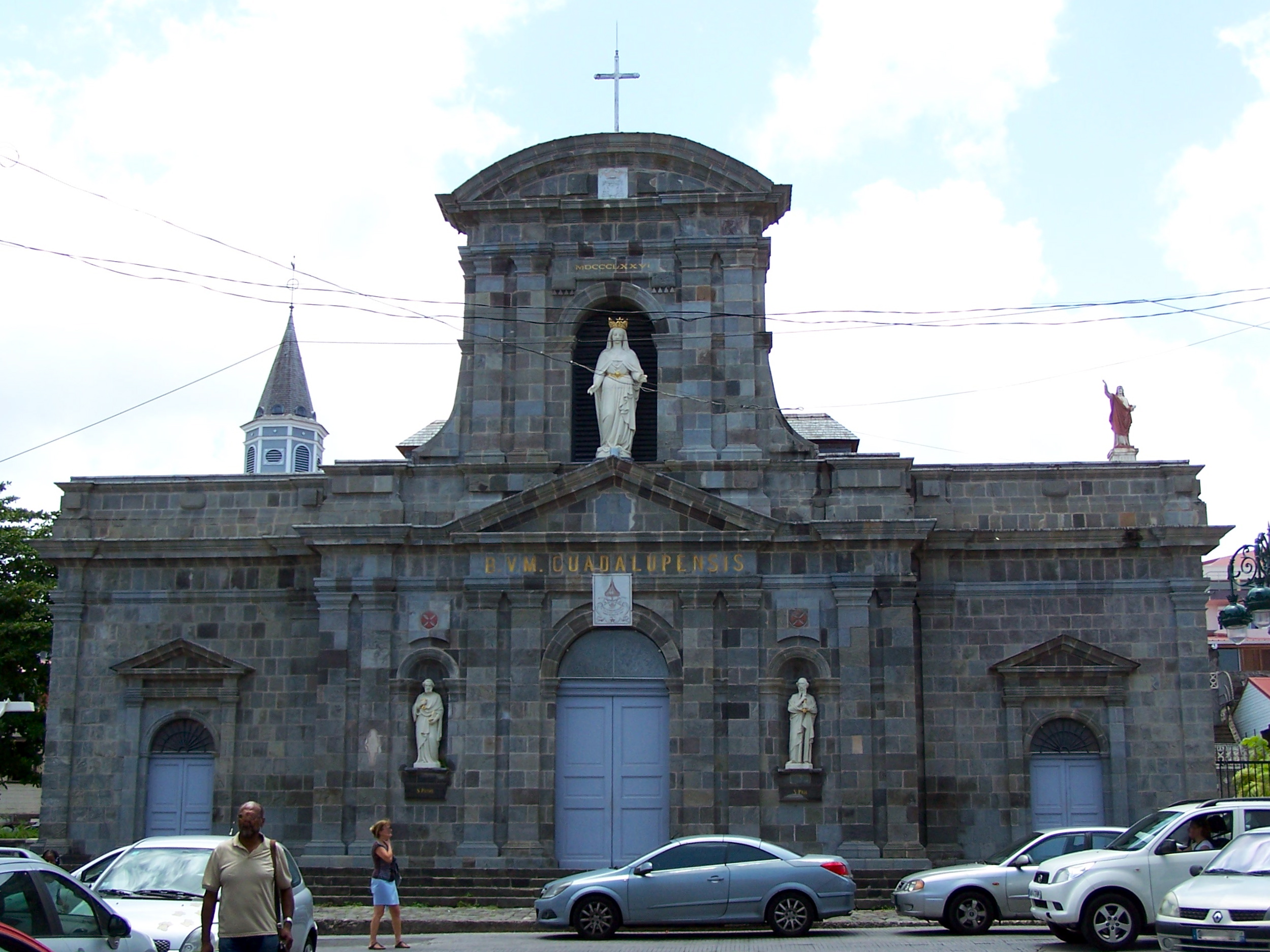
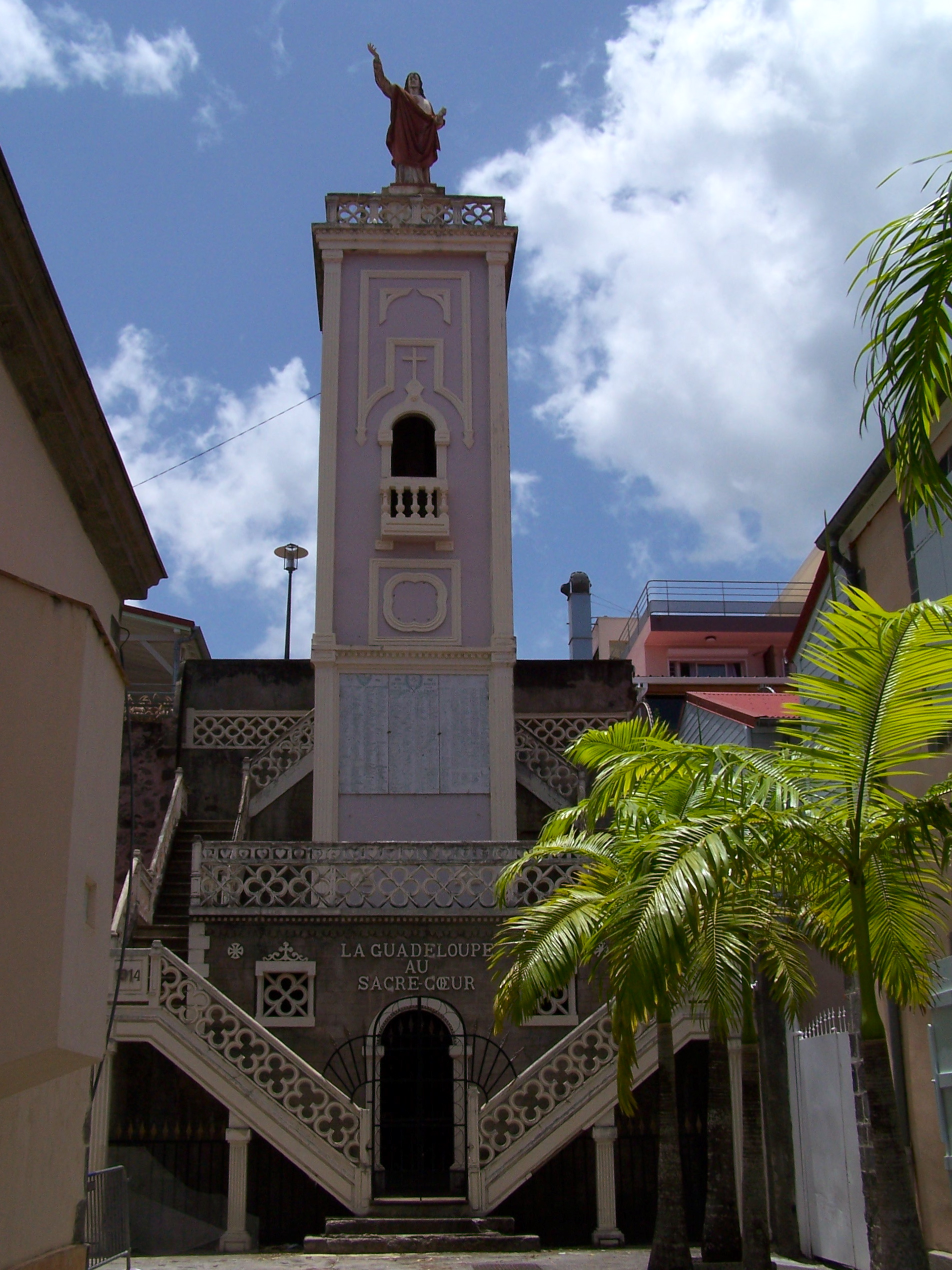
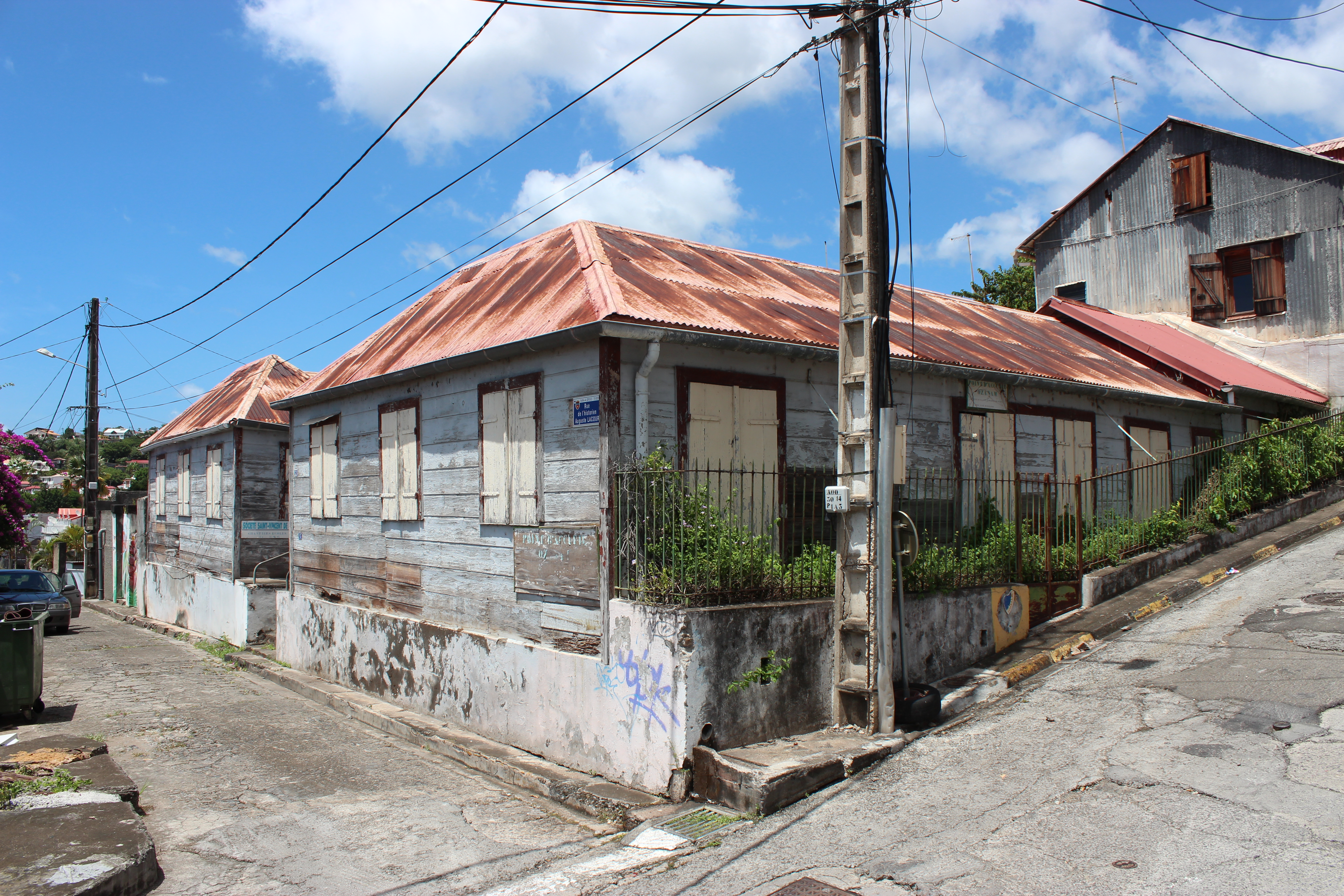
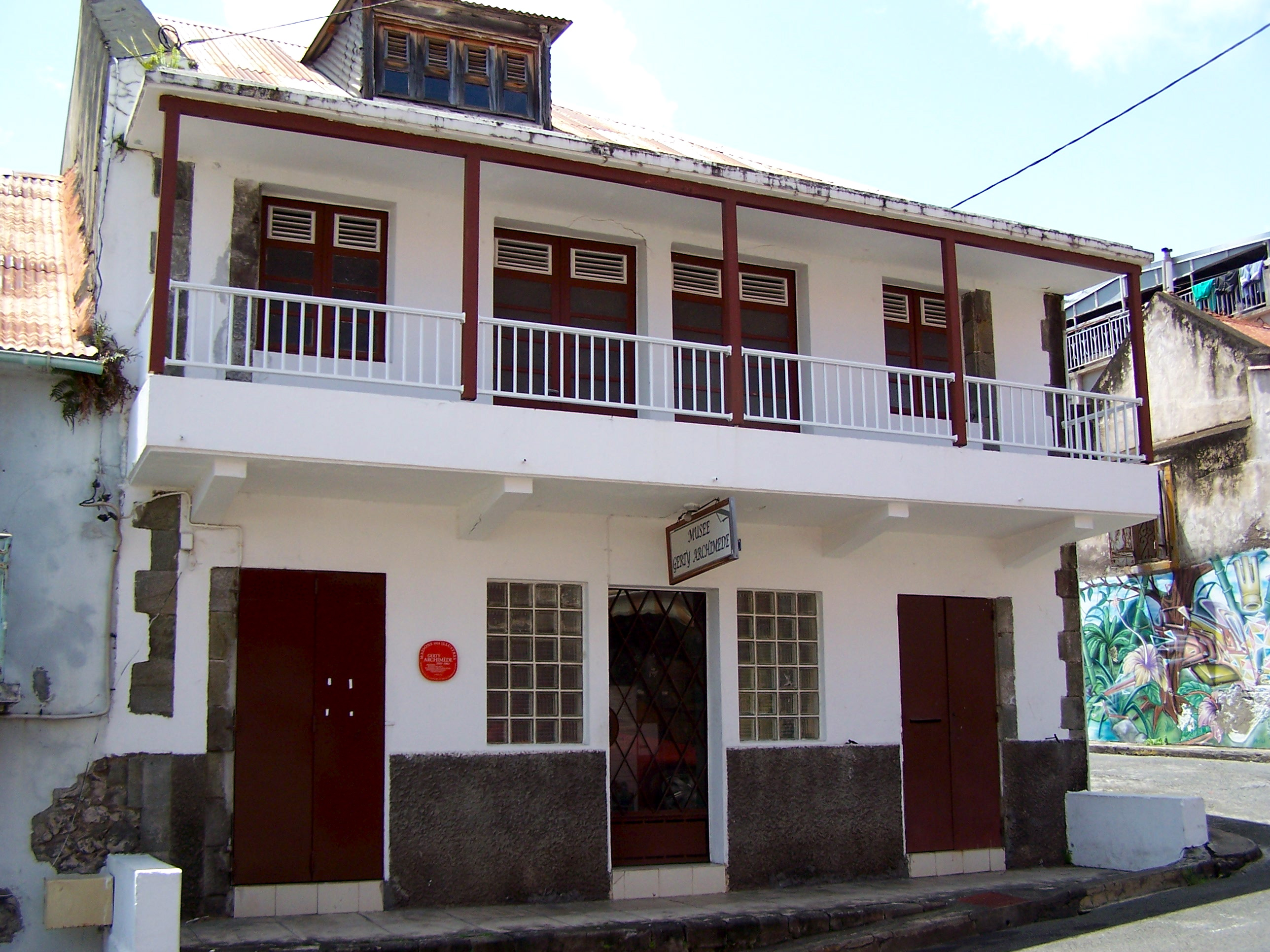
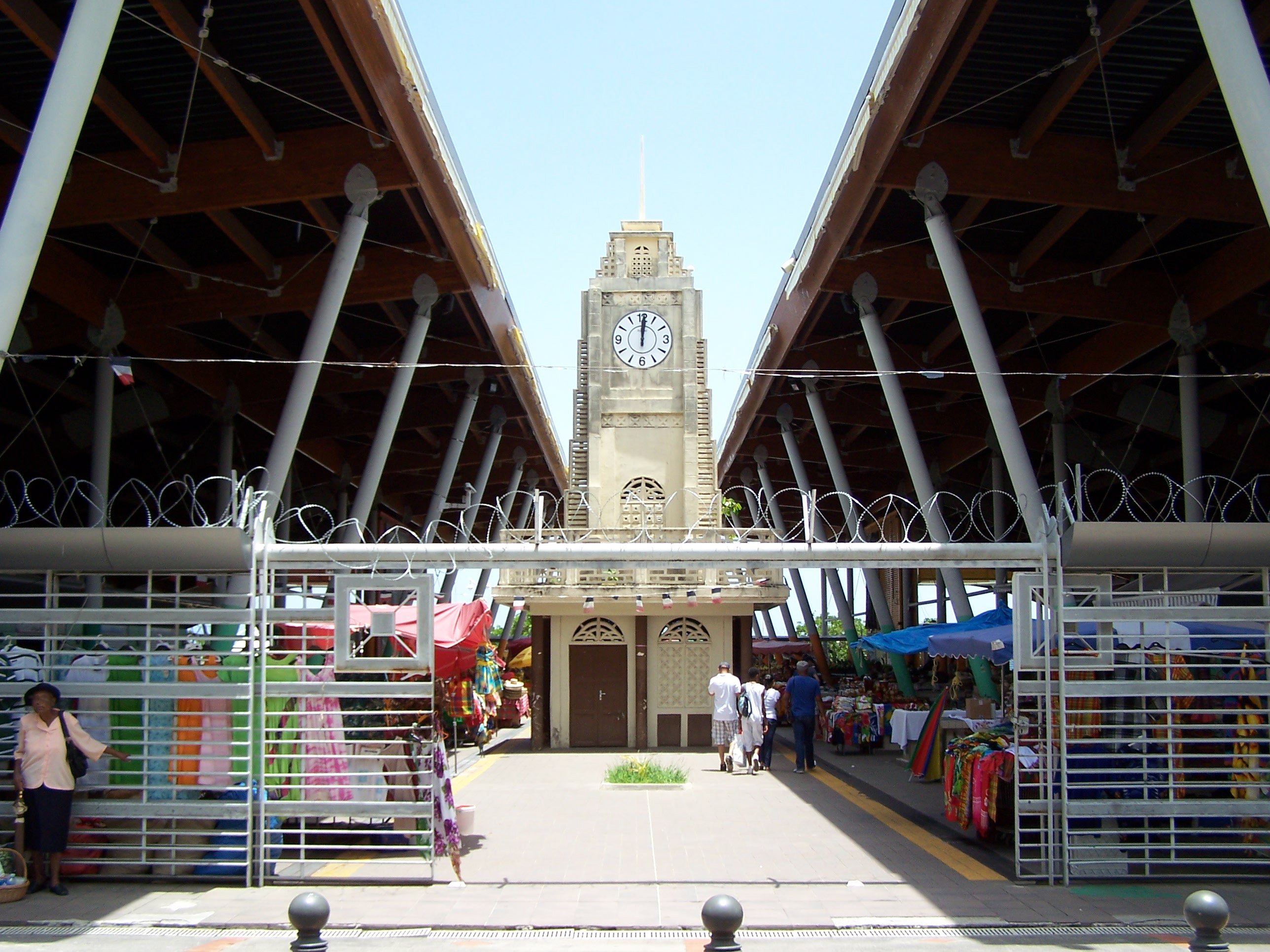
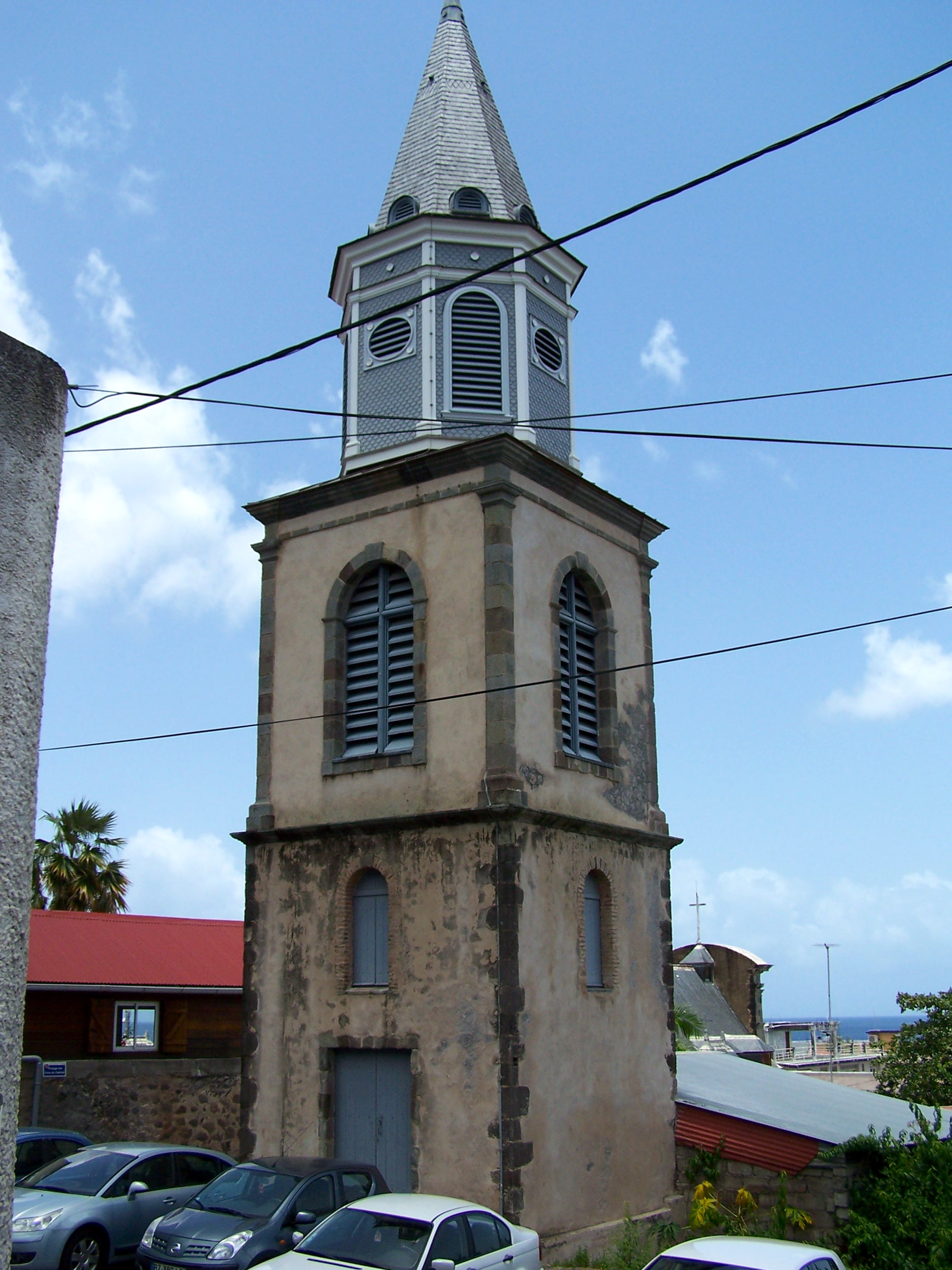

## أعلام
- ماري جوزيه بيريس
- كريستيان لارا
- غاي هاتشي
- أرماند جان فرانسوا
- فينسون مارسال